# Anaerolinea
Anaerolinea é um gênero de bactéria da família Anaerolineaceae.